# Wyspy Egejskie

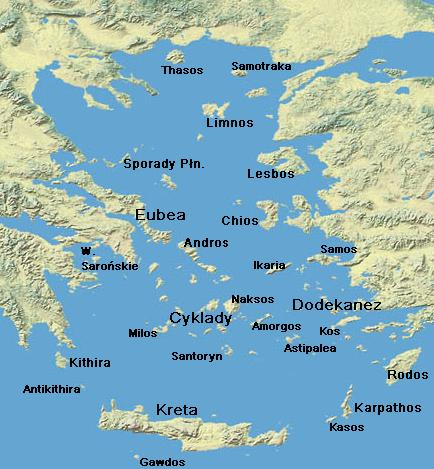
Wyspy Egejskie

Wyspy Egejskie (gr. Νησιά Αιγαίου, tur: Ege Adaları) – ogólna nazwa wysp położonych na Morzu Egejskim. Ich łączna powierzchnia (wraz z nieuwzględnianymi przez niektóre źródła wyspami) to około 9,1 tys. km². Wyspy te dzielą się na kilka archipelagów:
- Cyklady,
- Dodekanez,
- Kreta i wyspy przybrzeżne,
- Sporady Północne (wraz z Eubeą),
- Wyspy Sarońskie,
- Niektórzy geografowie wyróżniają także Sporady Południowe – obejmujące wyspy Ikaria, Samos oraz archipelag Dodekanez – łącznie, niektórzy zaliczają do nich także wyspy Chios i Lesbos[2],

oraz kilka innych wysp i wysepek nie tworzących archipelagów.
Większość wysp Morza Egejskiego należy do Grecji. Dwie zamieszkane wyspy – Imroz i Bozca oraz drobne niezamieszkane wysepki u wybrzeży Azji Mniejszej należą do Turcji. Zdecydowana większość terytorium greckich Wysp Egejskich jest częścią jednego z dwóch regionów administracyjnych: Wyspy Egejskie Północne i Wyspy Egejskie Południowe. Oprócz tego Wyspy Sarońskie przynależą do regionu Attyka, Eubea do regionu Grecja Środkowa, zaś Kreta i jej wyspy przybrzeżne stanowią samodzielny region.
Gospodarka opiera się na turystyce, a także na rolnictwie: uprawa m.in. winorośli, oliwek, drzew cytrusowych, hodowla owiec i kóz. Na wyspach znaczenie ma też górnictwo, m.in.: boksytów, marmurów, rud antymonu, chromu, żelaza i manganu.